# Pohár SFČR
Pohár SFČR (Pohár Svazu futsalu České republiky) je česká futsalová soutěž, zastávající funkci národního poháru. Soutěž byla založena v roce 1995. Pořádá ji Fotbalová asociace České republiky, podobně jako všechny soutěže registrovaných profesionálních i neprofesionálních hráčů v Česku.

## Nejlepší kluby v historii - podle počtu vítězství
| Vítězové nejvyšší ligové soutěže  |        |                                                                        |
| Klub                              | Tituly | Vítězné ročníky                                                        |
| FK ERA-PACK Chrudim               | 12     | 2005, 2008, 2009, 2010, 2011, 2012, 2013, 2015, 2016, 2017, 2018, 2021 |
| Eco Investment Praha              | 5      | 1995, 1998, 2003, 2004, 2007                                           |
| CC Jistebník                      | 3      | 1996, 2000, 2001                                                       |
| FC Mikeska Ostrava                | 1      | 1997                                                                   |
| FC Total Slavík Bakov nad Jizerou | 1      | 1999                                                                   |
| SK Alfa Liberec                   | 1      | 2002                                                                   |
| 1. FC Nejzbach Vysoké Mýto        | 1      | 2006                                                                   |
| FC Balticflora Teplice            | 1      | 2014                                                                   |
| AC Sparta Praha                   | 1      | 2019                                                                   |

## Přehled finálových utkání
| Pohár FAČR (1995 – 2016) |                                       |                        |                                    |
| Ročník                   | Vítězný tým                           | Výsledek               | Finalista                          |
| 1995                     | FC Defect Praha (1)                   | 4:3                    | IFT Computers Ostrava              |
| 1996                     | SK Cigi Caga Jistebník (1)            | 5:3                    | 1. FC Nejzbach Vysoké Mýto         |
| 1997                     | FC Mikeska Ostrava (1)                | 5:4                    | DFC Praha                          |
| 1998                     | Viktoria Žižkov DFC Praha (2)         | 4:3                    | IFT Computers Ostrava              |
| 1999                     | FC Total Slavík Bakov nad Jizerou (1) | 5:4 po prodl.          | FC Mikeska Ostrava                 |
| 2000                     | SK Cigi Caga Jistebník (2)            | 6:2                    | Prostor DZ Ostrava                 |
| 2001                     | SK Cigi Caga Jistebník (3)            | 6:3, 5:2 (cel.: 11:5)  | SK Alfa Liberec                    |
| 2002                     | SK Alfa Liberec (1)                   | 3:3, 4:2 (cel.: 7:5)   | Megas Frenštát pod Radhoštěm       |
| 2003                     | FK Viktoria Žižkov (3)                | 2:2, 5:3 (cel.: 7:5)   | Megas Frenštát pod Radhoštěm       |
| 2004                     | FK Viktoria Žižkov (4)                | 4:5, 9:5 (cel.: 13:10) | 1. FC Delta Real Šumperk (2. liga) |
| 2005                     | FK ERA-PACK Chrudim (1)               | 3:1                    | FK Viktoria Žižkov                 |
| 2006                     | 1. FC Nejzbach Vysoké Mýto (1)        | 6:1                    | SK Olympik Mělník (2. liga)        |
| 2007                     | Eco Investment Praha (5)              | 6:3                    | 1. FC Nejzbach Vysoké Mýto         |
| 2008                     | FK ERA-PACK Chrudim (2)               | 9:4                    | SK Alfa Liberec (Divize A)         |
| 2009                     | FK ERA-PACK Chrudim (3)               | 6:2                    | FC Benago Zruč nad Sázavou         |
| 2010                     | FK ERA-PACK Chrudim (4)               | 7:3                    | FC Balticflora Teplice             |
| 2011                     | FK ERA-PACK Chrudim (5)               | 8:2                    | Bohemians 1905 Praha               |
| 2012                     | FK ERA-PACK Chrudim (6)               | 6:1                    | Bohemians 1905                     |
| 2013                     | FK ERA-PACK Chrudim (7)               | 6:1                    | FC Benago Zruč nad Sázavou         |
| 2014                     | FC Balticflora Teplice (1)            | 1:1 (4:2 pen.)         | FK ERA-PACK Chrudim                |
| 2015                     | FK ERA-PACK Chrudim (8)               | 7:1                    | SK Interobal Plzeň                 |
| 2016                     | FK ERA-PACK Chrudim (9)               | 7:1                    | FC Benago Zruč nad Sázavou         |
| 2017                     | FK ERA-PACK Chrudim (10)              | 2:1                    | AC Sparta Praha                    |
| 2018                     | FK ERA-PACK Chrudim (11)              | 3:2                    | AC Sparta Praha                    |
| 2019                     | AC Sparta Praha (1)                   | 2:1                    | FK ERA-PACK Chrudim                |
| 2021                     | FK Chrudim (12)                       | 6:2                    | SK Slavia Praha                    |